# Reinhold Baer
Reinhold Baer (Berlim, 22 de julho de 1902 — Zurique, 22 de outubro de 1979) foi um matemático alemão.

## Biografia
Baer estudou engenharia mecânica por um ano na Universidade de Hannover. Ele então foi estudar filosofia em Freiburg em 1921. Enquanto ele estava em Göttingen em 1922, ele foi influenciado por Emmy Noether e Hellmuth Kneser. Em 1924, ele ganhou uma bolsa de estudos para alunos especialmente talentosos. Baer escreveu sua tese de doutorado e ela foi publicada no Crelle's Journal em 1927.
Baer aceitou um posto em Halle em 1928. Lá, ele publicou "Algebraische Theorie der Körper" de Ernst Steinitz com Helmut Hasse, publicado pela primeira vez no Crelle's Journal em 1910.
Enquanto Baer estava com sua esposa na Áustria, Adolf Hitler e os nazistas chegaram ao poder. Os pais de Baer eram judeus, e por esse motivo ele foi informado de que seus serviços em Halle não eram mais necessários. Louis Mordell o convidou para ir a Manchester e Baer aceitou.
Baer permaneceu na Universidade de Princeton e foi um pesquisador visitante no vizinho Instituto de Estudos Avançados de 1935 a 1937. Por um curto período, ele morou na Carolina do Norte. De 1938 a 1956, ele trabalhou na Universidade de Illinois em Urbana-Champaign. Ele voltou para a Alemanha em 1956.
De acordo com o biógrafo KW Gruenberg,
O rápido desenvolvimento da teoria da rede em meados dos anos trinta sugeriu que a geometria projetiva deveria ser vista como um tipo especial de rede, a rede de todos os subespaços de um espaço vetorial ... [ Álgebra Linear e Geometria Projetiva (1952)] é um relato da representação de espaços vetoriais sobre anéis de divisão, de projetividades por transformações semilineares e de dualidades por formas semilineares. 
Ele morreu de insuficiência cardíaca em 22 de outubro de 1979.
Em 2016 o Prêmio Reinhold Baer para o melhor Ph.D. tese em teoria de grupo foi criada em sua homenagem. 

## Publicações
- 1934: "Erweiterung von Gruppen und ihren Isomorphismen", Mathematische Zeitschrift 38(1): 375–416 (German) doi:10.1007/BF01170643 MR 1545456
- 1940: "Nilpotent groups and their generalizations", Transactions of the American Mathematical Society 47: 393–434 MR 0002121
- 1944: "The higher commutator subgroups of a group", Bulletin of the American Mathematical Society 50: 143–160 MR 0009954
- 1945: "Representations of groups as quotient groups. II. Minimal central chains of a group", Transactions of the American Mathematical Society 58: 348–389 MR 0015107
- 1945: "Representations of groups as quotient groups. III. Invariants of classes of related representations", Transactions of the American Mathematical Society 58: 390–419 MR 0015108